# Josep Comas i Solà
Josep Comas i Solà (Barcellona, 19 dicembre 1868 – Barcellona, 2 dicembre 1937) è stato un astronomo spagnolo di lingua catalana, il cui nome è citato in letteratura anche nella forma in castigliano, José Comas y Solá.

## Biografia
Laureatosi all'Università di Barcellona in scienze fisiche e matematiche, iniziò la propria carriera all'Osservatorio Català a Sant Feliu de Guíxols dove lavorò tra il 1897 e il 1899.
Dal 1902 al 1904 diresse i lavori di costruzione dell'osservatorio Fabra sul Tibidabo a Barcellona divenendone il primo direttore, incarico che mantenne fino alla sua morte avvenuta nel 1937.
Divenne membro dell'Accademia Reale delle Scienze e delle Arti di Barcellona nel 1910. Nel 1911 fu uno dei fondatori e primo presidente della Sociedad Astronómica de España y América (Società astronomica di Spagna e d'America).
Diresse la Revista de la Sociedad Astronómica de España y América o Urania e il Boletín del Observatorio Fabra (sezione Astronomica).
I contributi di Comas i Solà alla cultura spagnola andarono oltre l'ambito dell'astronomia. Fu tra i fondatori della prima stazione radio spagnola, EAJ-1 Radio Barcelona, nonché tra quelli della prima società aeronautica spagnola, la Associació de Locomoció Aèria, nata nel 1908. Infine si interessò anche di sismologia.

## Scoperte ed invenzioni
| 804 Hispania    | 20 marzo 1915     |
| 925 Alphonsina  | 13 gennaio 1920   |
| 945 Barcelona   | 3 febbraio 1921   |
| 986 Amelia      | 19 ottobre 1922   |
| 1102 Pepita     | 5 novembre 1928   |
| 1117 Reginita   | 24 maggio 1927    |
| 1136 Mercedes   | 30 ottobre 1929   |
| 1188 Gothlandia | 30 settembre 1930 |
| 1626 Sadeya     | 10 gennaio 1927   |
| 1655 Comas Solá | 28 novembre 1929  |
| 1708 Pólit      | 1º dicembre 1929  |

Ha scoperto varie stelle variabili: nel 1906 una nel Perseo, tra 1915 e il 1916 tre in Orione e nel 1923 una Cefeide nella Bilancia.
È stato lo scopritore dell'atmosfera di Titano, il maggiore dei satelliti di Saturno, la scoperta fu fatta nel 1907 e resa pubblica nel 1908.
Ha scoperto la cometa periodica 32P/Comas Solá e la non periodica C/1925 F1 Shajn-Comas Solá, inoltre il Minor Planet Center gli accredita la scoperta di undici asteroidi, effettuate tra il 1915 e il 1930.
Ha inventato uno strumento astronomico, il goniometro stereoscopico.

## Riconoscimenti
Nel 1905 gli fu assegnato il Prix Janssen.
Gli sono state conferite due Medaglie Donohoe dalla Società astronomica del Pacifico: una nel 1926 per la coscoperta della cometa C/1925 F1 Shajn-Comas Solá, una nel 1927 per la scoperta della cometa 32P/Comas Solá.
Gli sono stati dedicati gli asteroidi 1102 Pepita, dal suo soprannome Pepito, e 1655 Comas Solá, nonché il cratere Comas Sola su Marte.
Porta il suo nome l'International Summer School in Astrobiology, un seminario multidisciplinare dedicato all'esobiologia che si tiene annualmente a Santander in Spagna.

## Opere
Comas i Solà fu un attivo divulgatore dell'Astronomia, scrisse oltre 1500 articoli tra il 1883 e il 1937 per il quotidiano La Vanguardia.
Oltre gli articoli divulgativi, scrisse numerosi articoli scientifici di astronomia e sismologia.
Scrisse inoltre vari libri di Astronomia, tra i quali El cielo, Novísima astronomía ilustrada nel 1927 e Astronomía nel 1935.
Fu membro della  Massoneria, del club teosofico di Barcellona e collaboratore della scuola anarchica "Escola Natura".